# Redavalle
Redavalle – miejscowość i gmina we Włoszech, w regionie Lombardia, w prowincji Pawia.
Według danych na rok 2004 gminę zamieszkuje 1008 osób, 201,6 os./km².